# Wadym Panas
Wadym Wołodymyrowycz Panas, ukr. Вадим Володимирович Панас (ur. 23 maja 1985 we wsi Olchówka w obwodzie wołyńskim) – ukraiński piłkarz, grający na pozycji pomocnika, a wcześniej napastnika.

## Kariera piłkarska

### Kariera klubowa
Wychowanek klubu Wołyń Łuck. Pierwszy trener - Wiktor Achrimenko. W 2002 rozpoczął karierę piłkarską w drugiej drużynie Wołyni, a w następnym roku debiutował w podstawowej jedenastce klubu. Był wypożyczony do Ikwy Młynów, Polissia Żytomierz i Zorii Ługańsk. Jesienią 2006 rozegrał 1 mecz w Karpatach Lwów, po czym przeszedł następnego roku do FK Lwów. 29 czerwca 2010 podpisał 2-letni kontrakt z Obołonią Kijów. Po wygaśnięciu kontraktu w lipcu 2012 powrócił do Wołyni. Nie zagrał żadnego meczu i podczas przerwy zimowej sezonu 2012/13 opuścił łucki klub. W sierpniu 2013 wyjechał do Białorusi, gdzie został piłkarzem Naftana Nowopołock. W marcu 2014 zasilił skład Nywy Tarnopol.

## Sukcesy i odznaczenia

### Sukcesy klubowe
- wicemistrz Pierwszej lihi Ukrainy: 2007/08